# 阿淑尔纳西尔帕二世石碑
阿淑尔纳西尔帕二世石碑是亚述国王阿淑尔纳西尔帕二世统治期间竖立的一块巨型石碑。这块石碑是十九世纪中叶由英国著名考古学家奥斯汀·亨利·莱亚德在卡尔胡（现称为尼姆鲁德）古遗址发现的。该雕塑的历史可追溯至公元前883年至公元前859年，现收藏在大英博物馆中东展馆中。 

## 发现过程
1850年，著名考古学家莱亚德在位于尼姆鲁德的献给战争之神尼努尔塔的神庙外发现。次年，它被运往伦敦，并由威尔士亲王赠送给博物馆。多年来，这块石碑一直陈列在大英博物馆大中庭的显著位置。

## 描述
该石碑重4吨多，高3米，该石碑描绘了阿淑尔纳西尔帕二世敬奉五位神祇的情景，它的样式与同在大英博物馆展出的沙姆什·阿达德五世石碑非常相似。国王头戴着圆锥形帽子，留着仿古风格的胡须。他的右手伸出正打着响指，左手拿着象征着王权的权杖。石碑左上角有着五位神祇的象征：有角的头盔象征着阿舒尔，有翼的圆盘象征着太阳神沙玛什，呈新月形的是月神辛，交叉状的是风暴之神阿达德，呈星星形状的则是战争女神伊什塔尔。石碑上雕刻有大量的楔形文字，记录了国王军事上的征服与伟大胜利。

## 相关照片

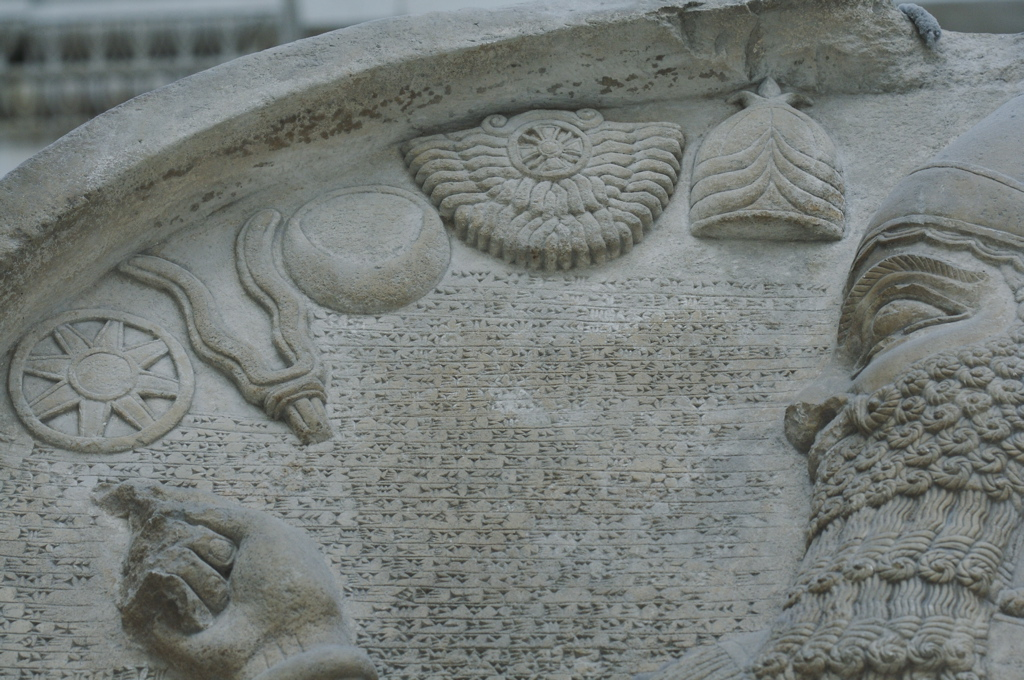
石碑左上角五位神祇的象征
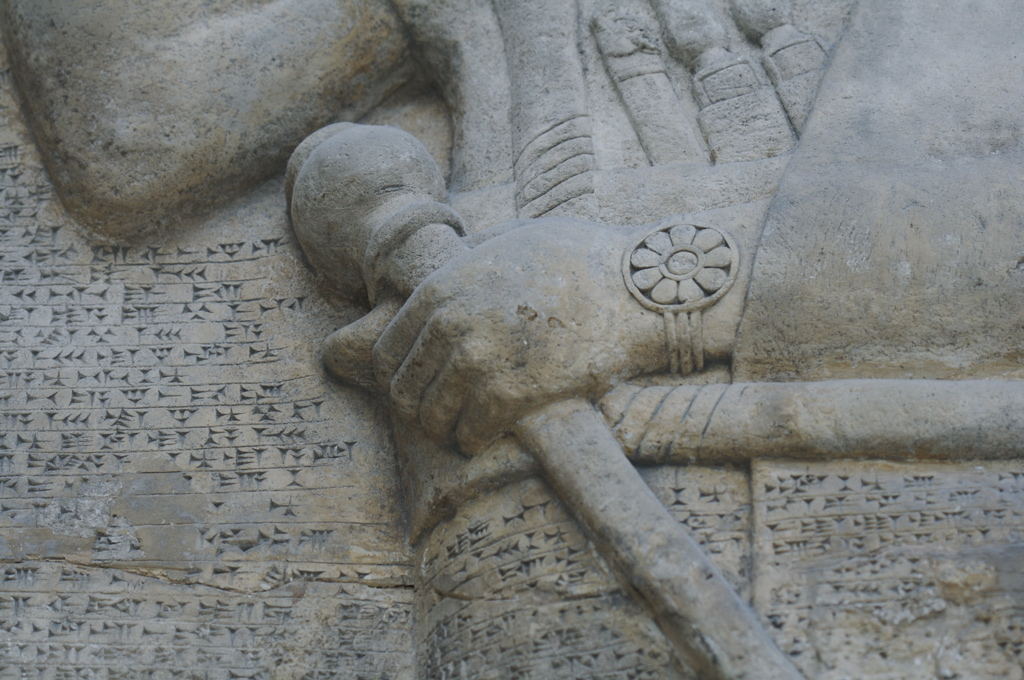
阿淑尔纳西尔帕二世手拿权杖的细节

## 其他相关
- 阿淑尔纳西尔帕二世雕像
- 库尔赫石碑
- 沙姆希-阿达德五世石碑

## 相关书目
- J.E. Reade, Assyrian Sculpture (London, The British Museum Press, 1998)
- A.K. Grayson, Assyrian Royal Inscriptions (Wiesbaden, O. Harrassowitz, 1976)
- J.E. Curtis and J.E. Reade (eds), Art and empire: treasures from (London, The British Museum Press, 1995)
- A.H. Layard, Discoveries in the ruins of Nineveh and Babylon (London, J. Murray, 1853)